# Luisa Miller
Luisa Miller és una òpera de Giuseppe Verdi, sobre llibret en italià de Salvadore Cammarano. Es va estrenar el 8 de desembre de 1849 al Teatro San Carlo de Nàpols. Cammarano, que era el poeta i director d'escena resident del Teatre San Carlo, va ser responsable de la posada en escena per a l'estrena.

## Origen i context
La col·laboració de Verdi amb el Teatre San Carlo de Nàpols va passar per moments difícils, amb la decisió del mateix Verdi d'estrenar La battaglia di Legnano al Teatro Argentina de Roma. Per a substituir la Battaglia, Verdi i Cammarano van escollir un assumpte patriòtic, L'Assedio di Firenze (El setge de Florència), però la censura estava a l'aguait, i hi deveren renunciar. Finalment van decidir-se per un drama burgès de Friedrich Schiller, Kabale und Liebe. Verdi va començar a treballar-hi després de tornar a Busseto, a l'agost de 1849, i va completar la partitura en quatre mesos, viatjant entre Nàpols i París.
Inicialment Verdi va pensar a respectar el títol original de l'obra de Schiller, Kabale und Liebe, és a dir Intriga i amor, però posteriorment es va canviar el nom per a donar major relleu a la protagonista, que en l'adaptació operística esdevé la figura central. En contrapartida, el comte Walter i Wurm perden protagonisme respecte de la font teatral. La situació social, emocional i moral de Luisa són el principal tema de l'òpera des de la mateixa introduzione. L'obra, des del punt de vista dramàtic, presenta una gran complexitat, atès que es tracten abundants temes com ara la destrucció de l'amor, la gelosia, la pèrdua, l'honor familiar, les relacions paterno-filials i l'abús d'autoritat, temes sobre els quals Verdi tornaria una vegada i una altra al llarg de la seua carrera. El drama original va sofrir talls per adaptar-lo a la dinàmica operística i, potser per por a la censura o potser perquè ni Verdi ni Cammarano eren capaços de desafiar els estereotips de l'òpera convencional, es va situar en un temps no contemporani. També es va traslladar l'acció des d'un context urbà a un altre rural, segons digué Cammarano per la necessitat de donar entrada al cor, tot i que tal com afirma Senici, potser el canvi fou degut a la necessitat d'embolcallar la puresa virginal de Luisa amb un ambient amb reminiscències de puresa natural, com és el cas dels paisatges d'alta muntanya dels Alps. En aquest sentit Julian Budden ha assenyalat les connexions entre Luisa Miller i La sonnambula o Linda di Chamounix, on l'elecció d'un escenari muntanyós, el Tirol, prototip del paisatge immaculat i idíl·lic, actua com a projecció de la puresa essencial de la protagonista, sobre la qual sorgeixen dubtes al llarg de l'argument, però que al final queda palesa.
El tractament de la figura paterna presenta en Luisa Miller un canvi respecte de les obres anteriors de Verdi. Ací, la figura paterna adquireix el rol del malvat, de qui causa dolor i frustració. Aquesta visió negativa de la figura paternal (o maternal) es repetirà molt sovint en les òperes posteriors del compositor.
El crític contemporani, Abramo Basevi considerava Luisa Miller l'òpera amb la qual Verdi va encetar la seua segona etapa creativa. Malgrat que aquesta opinió va ser àmpliament acceptada durant molt de temps, actualment la crítica ha adjudicat a Macbeth aquest honor.

## Argument
Lloc: Tirol
Temps: primera meitat del Segle XVII

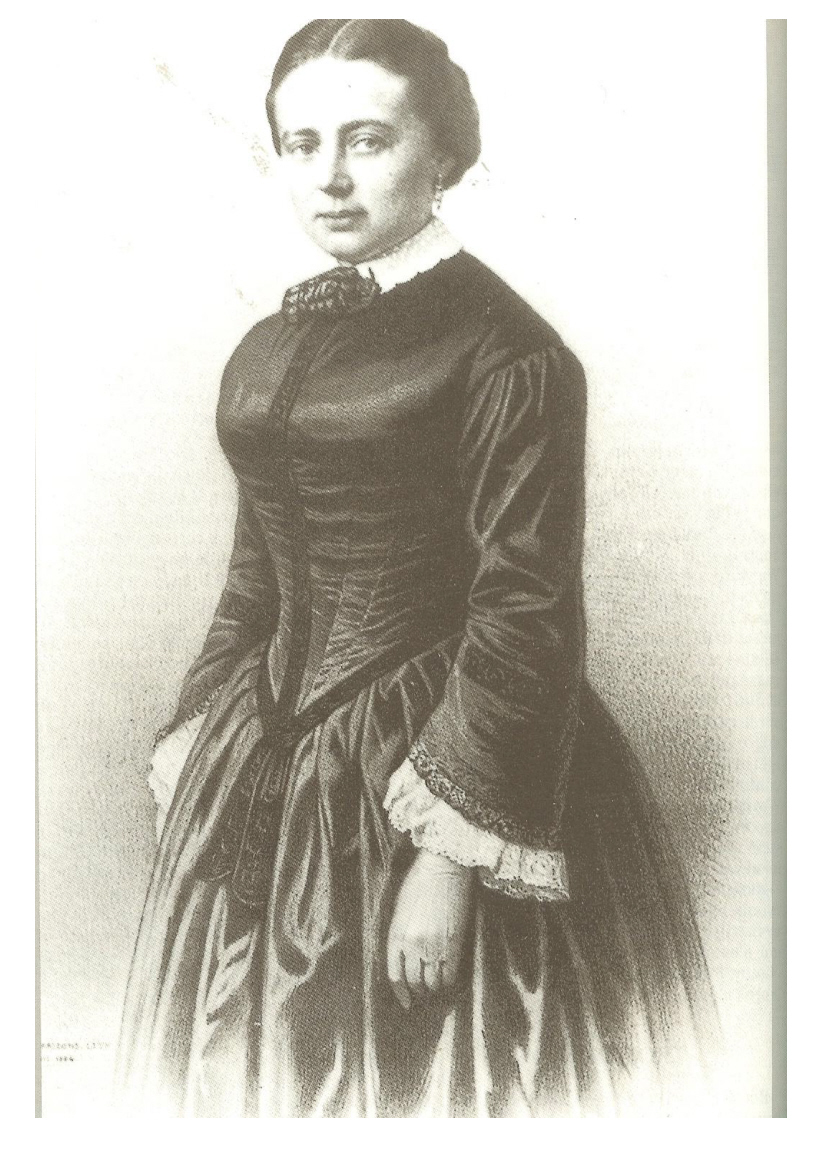
Marietta Gazzaniga, la primera Luisa Miller

L'òpera narra la dramàtica història d'amor entre el jove Rodolfo, fill del comte Walter, i Luisa, filla del vell soldat Miller. El seu amor és obstaculitzat pel pare de Rodolfo, que vol casar el fill amb la duquessa Federica. Quan Miller és arrestat per rebel·lar-se contra els excessos del comte, el castellà d'aquest, Wurm, promet a Luisa, de la qual està enamorat, alliberar son pare a canvi que escriga una carta confessant haver seduït falsament a Rodolfo per ambició. Luisa accepta i Wurm troba la manera que la carta arribe a les mans de Rodolfo. Mentre Luisa i son pare es preparen per a anar-se'n a un altre lloc i refer la seua vida, Rodolfo, enfurismat, enverina Luisa i a si mateix. En l'agonia descobreix l'engany de què ha estat víctima, però ja és massa tard.